# Grammitis reinwardtii
Grammitis reinwardtii là một loài dương xỉ trong họ Polypodiaceae. Loài này được Blume mô tả khoa học đầu tiên năm 1828.